# Villa Lynch Pueyrredón
Villa Lynch Pueyrredón es una localidad del partido de Bolívar, en la provincia de Buenos Aires, Argentina.

## Ubicación
Este paraje está situado a 63 km de San Carlos de Bolívar en dirección suroeste.

## Población
Cuenta con 63 habitantes (Indec, 2010), lo que representa un marcado incremento del 588% frente a los 9 habitantes (Indec, 2001) del censo anterior.
| Gráfica de evolución demográfica de Villa Lynch Pueyrredón entre 1991 y 2010 |
|                                                                              |
| Fuente: Censos nacionales del INDEC                                          |

## Historia
Su origen se remonta a fines del siglo XIX de la mano de Mariano Lynch Pueyrredón, uno de los primeros vecinos.
A mediados del siglo XX funcionaba un almacén de ramos generales y una escuela, por lo que el lugar estaba poblado. 
Hoy ha quedado una hermosa capilla en medio del paisaje rural y una gran cantidad de historias que esperan ser contadas por los pocos pobladores que allí permanecen.